# Иберийское царство
Ибе́рия, Иве́рия, Ивири́я (греч. Ἰβηρία, Ибе́рия; лат. Hiberia; др.-арм. Վիրք) — экзоэтноним (внешнее название) древнегрузинского царства Картли (груз. ქართლი), существовавшего на территории центральной Грузии и северо-восточной Турции.
Восточная Иберия, у византийцев она носила название Георгия, ограничивалась Кавказом на севере, Колхидой (Мосхийские горы) на западе, Кавказской Албанией (Албанией (река Алазани)) на востоке, с Великой Арменией (Арменией) на юге. Столица Мцхета находилась на основных торговых путях. Стратегическое значение Иберии заключалось в её контроле над Кавказскими проходами. Также некоторыми используется термин «Кавказская Иберия», чтобы отличить его от полуострова Иберия (то есть Пиренейского полуострова) в Юго-Западной Европе. Со времен Траяна страна номинально подчинялась римлянам, но с царствования Юлиана вновь сделалась подвластна персам.

## История
Письменные источники для ранних периодов истории Восточной Иберии — это в основном средневековые грузинские хроники, которые современная наука интерпретирует как «полулегендарное повествование». В древности на территории Иберии проживали несколько родственных племён, происходящих из куро-араксской культуры, которые в греко-римской этнографии собирательно назывались иберами (иберийцы или иберы, занимались большей частью хлебопашеством).
На рубеже VI—III веков до н. э. в результате длительного развития местных восточно-грузинских племён на территории современной области Картли образовалось классовое государство. Возникновению Картлийского царства (Иберии) способствовали выгодные этнополитические условия, сложившиеся на Кавказе и Ближнем Востоке после скифо-киммерийского нашествия в VIII—VII веках до н. э.: была значительно ослаблена мощь западногрузинского Колхидского царства, а такие серьёзные противники картвельских государств, как Урарту и Ассирия вовсе исчезли. Эти обстоятельства в совокупности с крахом империи Ахеменидов в IV веке до н. э. привели к возникновению этнополитического вакуума в Восточной Иберии, который и заполнило молодое Картлийское государство.
Классовое разделение в ранней Иберии было изначально довольно сильным. Так, часть объединённых в общины картлийских земледельцев была свободной, другие подчинялись царскому роду и знати. Труд рабов (в основном из военнопленных) использовался на строительных и других тяжёлых работах, а также в дворцовом хозяйстве. Иберийцы или иберы, делились на четыре касты: благородных, жрецов и судей, воинов и земледельцев и, наконец, божий народ (τὸ τῶν λαῶν γένος), которое называется также βασιλικοὶ δοῦλοι.
Главенствующее положение среди поселений иберов ещё в догосударственный период занимала Мцхета, которая впоследствии стала столицей Иберии. В ней, а также в Урбниси, Уплисцихе и других городах процветали ремёсла и торговля. В первых веках н. э. в Иберии применяли греческую и арамейскую письменность. В это же время происходит значительное, особенно в царствование Фарсмана II (II век н. э.), усиление Иберии.
В IV веке в Иберии начинают развиваться феодальные отношения. В период 318—332 годов (по разным источникам) году Мириан III объявил христианство государственной религией. В конце IV века Иберия была подчинена Персии и обложена тяжёлой данью. В середине V века во главе восстания против власти Сасанидов стал царь Иберии Вахтанг I Горгасали.

### Древнейшая история
Уже в эллинистический период словом Иберия обозначалась определённая политическая единица (государство), которая располагалась на территории юга и востока нынешней Грузии. На этой территории, в большинстве своём, жили грузинские племена (картвелы-иберы). В эллинистический период здесь создавалось множество межплеменных союзов и уже наблюдались зачатки раннего классового государственного образования. В эпоху Ахеменидов существовавшее в этом районе объединение грузинских племён, известное под названием «ариан-картли», подразумевало восточно-грузинское объединение, которое непосредственно входило в Персидское царство.
На рубеже III—II веков до н. э. это объединение смогло распространить свою власть на Шида Картли. Таким образом было создано государство с центром в окрестностях Мцхета. Название ‛Мцхета’, вероятно, происходит от грузинского корня «მცხ», обозначающего жизнь, живущих, но более распространена версия появления этого названия от одного из древнегрузинских племён месхов. Месхи, прибывшие сюда из Малой Азии, должны были принести с собой и культ поклонения хеттским божествам (Армази, Задени), которые постепенно стали считаться верховными божествами. В окрестностях Мцхета были построены две большие крепости в честь этих божеств — Армазцихе и Заденцихе.

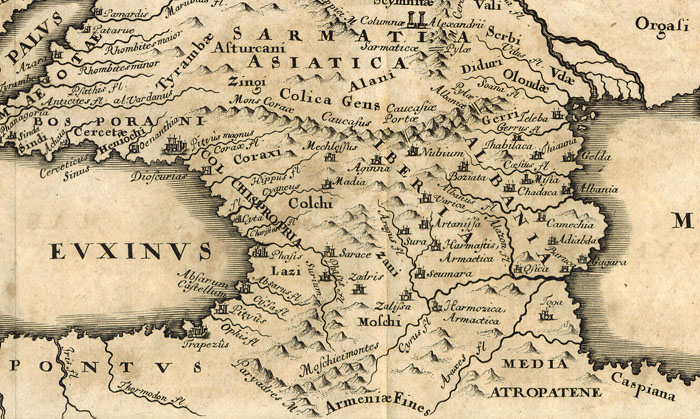
Карта Колхиды и Иберии по Христофору Целлариусу, изданная в Лейпциге в 1706 году

### Период расцвета Иберии
В начале III века до н. э. при поддержке колхидского царя Куджи власть в Картли (Иберии) захватил Фарнаваз I, происходивший из числа иберийской знати (представитель рода «мцхетис мамасахлисеби»), который свергнул Азона, ставленника Александра Македонского, и стал основателем первой восточногрузинской династии Фарнавазидов. Судя по Картлис Цховреба, Фарнаваз сумел объединить большую часть исторической Грузии, после чего он разделил своё государство на восемь административных округов, семь из которых получили статус эриставств ([саэристао] груз. საერისთაო): Аргвети (область, прилегающая к Восточной Грузии в районе Лихского хребта); Кахети; Гардабани (область от реки Бердуджи до Тбилиси и Гачиани; Ташири и Абоци; Джавахети, Кола, Артаани; Самцхе и Аджара; Кларджети. Восьмую административную единицу составляла центральная область — Шида-Картли «от Тбилиси и Арагви до Тасискари и озера Паравани», которой управлял спаспет (главнокомандующий). Отдельной автономной единицей в Картлис Цховреба выделялось Эгриси (Колхида) во главе с Куджи, союзником царя в его борьбе с македонским ставленником Азоном. Таким образом, согласно Картлис Цховреба, территория Иберии в период её могущества достигала пределов почти всей исторической Западной, Восточной и Южной Грузии. Однако о территориальном составе Иберии на раннем её этапе до сих пор ведутся споры. К примеру, американский историк К. Туманов полагает, что области Цобопор, Колбопор, Дзоропор, Ашоц и Ташир, по-видимому, первоначально находились в составе Армении или, по крайней мере, в эпоху Фарнавазидской Иберии и Ервандидской Армении, то есть в период с 300 по 200 годы до н. э. По мнению Туманова, области Ашоц и Ташир перешли к Фарнавазидам по мере расширения вновь образованного иберийского государства[когда?]

. В то же время известный американский кавказолог Дэвид Лэнг, а также грузинский советский историк Георгий Меликишвили полагали, что составе Иберии в III веке до н. э. были также области Гогарена и Хордзена в предгорьях Париадра Что подтверждается сведениями Страбона, считавшего, что они были отделены от Иберии армянскими царствами лишь во II веке до н. э. 
Армения, первоначально имевшая небольшие размеры, была увеличена Артаксием и Задриадрием, которые сначала были полководцами Антиоха Великого, а впоследствии, после его поражения, сделавшись царями - один в Софене, Аксиене, Одомантиде и некоторых других (областях), а другой — в окрестностях Артаскат, — расширили (Армению), отрешив себе части (земель) указа окрестных народов, в именно <…> у иберов — склоны Париадра, Хордзену и Гогарену, лежащую по ту сторону Кира…

### Период упадка
Британская энциклопедия отмечает, что в I веке до н. э. на определённый период времени Иберия находился под сюзеренитетом царя Великой Армении Тиграна II.
Иберия эллинистического периода была ранним классовым дофеодальным государством. Основную массу производителей составляли свободные земледельцы и воины. Покорённые земледельческие племена эксплуатировались в основном представителями царской фамилии. Привилегированные слои населения были представлены также военными, придворной аристократией и жрецами. В описываемый период ещё не был окончательно утверждён принцип наследования царского трона. И на трон возводился самый старший из ближайших родственников умершего царя. Что касается обычаев, то жители горных районов сильно отличались от обитателей низменности не только манерой одеваться и характером, но и укладом жизни. В тот период они жили ещё первобытно-общинным строем. В 65 году до н. э. римский военачальник Гней Помпей Великий предпринял поход на Иберию. Несмотря на энергичное сопротивление, царю иберов Артаку пришлось подчиниться римлянам.

## Союз с Римом
Но довольно быстро Иберия перестала быть зависимой от Рима. В I—II веках н. э. Иберия вновь окрепла и нередко выступала в роли противника Рима в Закавказье и на Ближнем Востоке. Усилению Иберии способствовало установление контроля над перевалами Кавказского хребта и использование в походах кочевников, живших на территории Северного Кавказа. Во второй половине I века н. э. Иберия сохраняла дружеские отношения с Римом, но в 130—150-е годы н. э., во времена царя Фарсмана II, в период наивысшего могущества Иберии, отношения с Римом осложнились. Царь Фарсман II игнорировал приглашения римского императора Адриана, и только во время правления его сына — Антонина Пия, посетил Рим вместе с супругой, сыном и большой свитой приближённых. Император поставил в Риме конный памятник царю Иберии.

## Правящие династии
- Фарнавазиды (299—189 гг. до н. э.[25])
- Арташесиды (около 165—30 гг. до н. э.)[26]
- Аршакиды (189—284 гг.)
- Хосроиды (после 284 г.)[27]